# Strongygaster globula
Strongygaster globula är en tvåvingeart som först beskrevs av Johann Wilhelm Meigen 1824.  Strongygaster globula ingår i släktet Strongygaster och familjen parasitflugor. Inga underarter finns listade i Catalogue of Life.